# کیمنیاکی
کیمنیاکی یک بخش اداری در شهرستان آرومرو از توابع استان آروشا در کشور تانزانیا است. بر پایه نتایج سرشماری عمومی نفوس و مسکن که در سال ۲۰۰۲ توسط دولت تانزانیا انجام شد جمعیت این بخش بالغ بر ۱۸٬۹۶۷ نفر اعلام شده‌است.